# Parafia Narodzenia św. Jana Chrzciciela w Bojszowach
Parafia Narodzenia św. Jana Chrzciciela – parafia rzymskokatolicka znajdująca się w Bojszowach. Parafia należy do dekanatu Bieruń w archidiecezji katowickiej. Została erygowana w 1580 roku.
W listopadzie 1598 wizytacji kościelnej (pierwszej po soborze trydenckim) dekanatu pszczyńskiego dokonał archidiakon krakowski Krzysztof Kazimirski na zlecenie biskupa Jerzego Radziwiłła. Według sporządzonego sprawozdania kościół w Villa Boiszowy znajdował się w rękach katolickich.

## Proboszczowie, administratorzy[2]
- ks. Stanisław Gawroński (1597–1598)
- ks. Stanisław Arysteusz Zatorski (1598)
- ks. Fabianus Osiecki (1638 ?)
- ks. Jan Franciszek Krzeczkowski (1653–1658)
- ks. Krzysztof Zawadowski substytut (1658)
- ks. Błażej Tygierski substytut (1658–1659)
- ks. Mikołaj Paszczykowski (1659–1665)
- ks. Jan Kazimierz Paszczykowski (1665–1690)
- ks. Melchior Jan Matuszkowic (1690–1694)
- ks. Marcin Matuszewicz (1695–1724)
- ks. Fryderyk Tomasz Cybulka (1725–1734)
- ks. Gotfryd Eichberger (1735–1749)
- ks. Jan Józef Latosiński (1749–1788)
- ks. Wojciech Prus komendarz (1788), proboszcz (1789–1832)
- ks. Jan Mrozik (1832–1838)
- ks. Ignacy Thomicek (1838–1843)
- ks. Franciszek Grossek (1843–1845)
- ks. Theodor Seifert (1845–1847)
- ks. Henryk Eisenecker (1847–1854)
- ks. Michniok administrator (1856)
- ks. Augustyn Schumann (1857–1866)
- ks. Herman Fuchs (1867–1886)
- ks. Aleksander Spendel (1888–1922)
- ks. Józef Grycman administrator (1922), proboszcz (1923–1948)
- ks. Konrad Marklowski substytut (1939)
- ks. Wilhelm Dłucik substytut (1942–1943)
- o. Paweł Jaskółka OFI substytut (1943–1944)
- ks. Emanuel Piwoń substytut (1944–1946)
- ks. Paweł Wyciślik administrator (1948–1949)
- ks. Maksymilian Siwoń administrator (1949–1957), proboszcz (1957–1980)
- ks. Józef Kupka (1980–2003)
- ks. Andrzej Maślanka (2003–2021)
- ks. Zdzisław Brzezinka (2021–2024)
- ks. Antoni Owczarek administrator (2024 – obecnie)[3]